# Karl Norbeck
Karl Norbeck (20. juni 1867 i Ullensaker – 14. april 1939 i Jessheim) var en norsk cirkusdirektør og bryder. Han udvandrede i 1887 til USA, men var fra 1895 i Norge. Han arbejdede energisk indenfor brydning, boksning og vægtløftning og deltog i perioden 1900-1910 i mange professionelle brydekampe. I perioden 1905-1929 var han direktør for sirkus Norbeck. Han skrev bogen Hvordan skal jeg blive stærk? som regnes som den første norske bog som beskriver brydning og boksning.